# Nuottisaari (ö i Norra Savolax, Varkaus, lat 62,43, long 27,74)
Nuottisaari är en ö i Finland. Den ligger i sjön Osmajärvi och i kommunen Leppävirta i den ekonomiska regionen  Varkaus ekonomiska region  och landskapet Norra Savolax, i den södra delen av landet, 290 km nordost om huvudstaden Helsingfors. Öns area är 0,2 hektar och dess största längd är 80 meter i nord-sydlig riktning.